# OM Taurus
L'OM Taurus è un autocarro prodotto dalla Officine Meccaniche (OM) dal 1939 al 1950.

## Storia
La OM produsse l'autocarro Taurus negli anni trenta. Equipaggiò anche il Regio Esercito durante la seconda guerra mondiale.

## Caratteristiche tecniche
Il Taurus era un camion di dimensioni medie costruito dalla OM in modo molto simile all'Ursus, fratello maggiore a cui il Taurus assomigliava molto.
Aveva una massa a pieno carico di 6,5 tonnellate e un carico utile di circa 3 tonnellate.
Nella versione anteguerra la cabina del veicolo era del tipo arretrato, cioè con l'autista alloggiato posteriormente al motore, mentre nella versione ripresentata con lo stesso nome "Taurus" negli anni cinquanta, era del tipo avanzato, cioè con l'abitacolo direttamente sopra il propulsore.